# Fabian Mohedano i Morales
Fabian Mohedano i Morales (Barcelona, 1975) és un treballòleg, activista i polític català.

## Biografia
Fill d'immigrants cordovesos, és màster de Mediació i gestió de conflictes en el treball a la UCA (2011), Màster MBA-Executive a la UB (2008), Llicenciatura en Ciències del Treball a la UB (2010), Curs de Postgrau en Consultoria de Negocis (1999) i Diplomatura en Relacions Laborals a la UPF (1998). No se li coneix activitat en el sector privat.
Ha estat coordinador de programes de la Fundació Ferrer i Guàrdia (2005-2007) i de la Fundació Autònoma Solidària (2002-2003). Fou President del Consell de la Joventut de Barcelona (2004-2007), en representació d'Acció Escolta de Catalunya, entitat que presideix en la seva primera etapa (2001-2003). Prèviament lidera la fusió de les dues entitats precedents: Germanor Escolta de Catalunya i Scouts de Catalunya.
A la vida municipal fou vicepresident el Consell de Ciutat de Barcelona (2006-2007) i participà de la gestació del Consell d'Associacions de Barcelona (CAB). Va ser impulsor de la fundació d'Ateneus Laics i Progressistes (XarxAteneu 2008). Ha estat secretari d'organització del Moviment Laic i Progressista (2007-2012) i Secretari general (2012-2013). També ha estat president de l'Escola Lliure El Sol del 2011 a l'any 2013.
És promotor de la Iniciativa per a la Reforma Horària, entitat que pretén incidir en la reforma dels horaris de manera que s'assoleixi l'adaptació a «uns temps més humans i més cívics en el marc de les transformacions de la Catalunya que ve». L'octubre de 2015 va ser nomenat pel govern català com a president del Consell Assessor per a la Reforma Horària. Posteriorment, coordina els treballs que finalitzen amb la signatura per part de 110 organitzacions i actors institucionals del Pacte per a la Reforma Horària, el 17 de juliol de 2017.
El 2011 fou escollit membre de la comissió executiva del Partit dels Socialistes de Catalunya, on començà a militar a Barcelona el 2009, fins del 2014, que abandona la formació. Afiliat a Comissions Obreres de Catalunya des de 1996. Fundador del moviment Avancem (2012). En les eleccions al Parlament de Catalunya de 2015, va formar part de la llista de la coalició independentista Junts pel Sí a la circumscripció de Barcelona com a número 33. Després que el gener de 2016 Artur Mas deixés la presidència i l'escó al Parlament de Catalunya, Mohedano el va substituir. Al Parlament de Catalunya, va coordinar la ponència conjunta de la Llei de la reforma horària i va ser president de l'Associació Nacional Parlamentària Escolta de Catalunya (ANPEC). A les eleccions al Parlament de Catalunya de 2018, va formar part de la llista d'Esquerra Republicana a la circumscripció de Barcelona com a número 27. Fou el president del Consell Català de la Formació Professional del Govern de la Generalitat de Catalunya, que el 2021 passa a ser l'Agència Pública de Formació i Qualificació Professionals de Catalunya.
A les eleccions municipals de 2019 tanca la llista de Tots som Forallac-ERC.
Analitza la realitat social i política des del seu blog Les idees no viuen sense organització. És columnista al diari 20 minutos (2004-2010), membre del consell de redacció de la revista Espai de Llibertat (2004-2010). Col·labora en el diari Ara, El Punt Avui i en els mitjans digitals Crític i Via Empresa.

## Obres

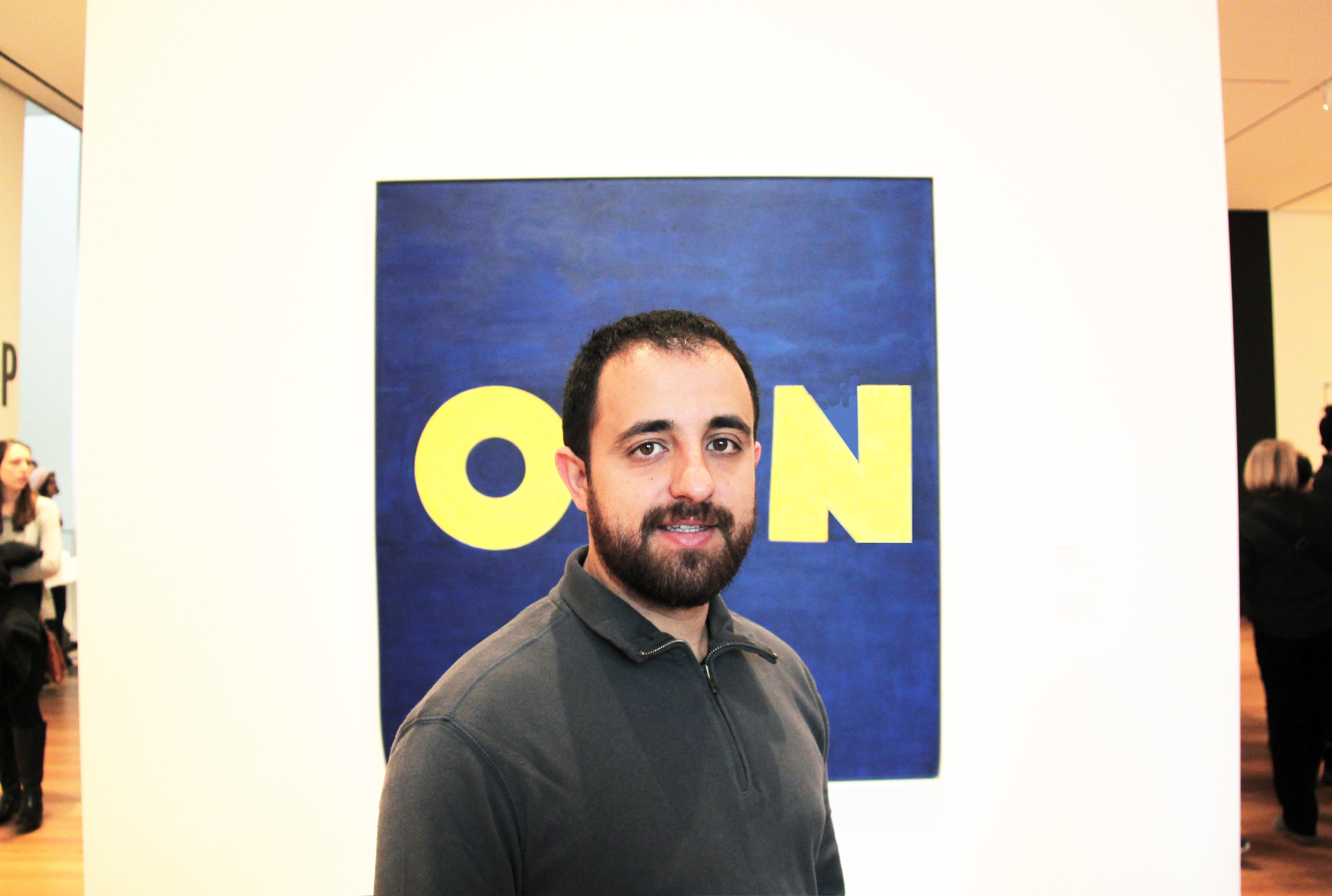
Fabian Mohedano, el 2011

Publicacions sobre usos del temps i horaris:
- Mohedano, Fabian. Joves i temps. Cap a una política utilitarista.  Barcelona: Ajuntament de Barcelona, 2012.
- Autors diversos. Llibre blanc Barcelona, capital d'un nou estat.  Barcelona: Ajuntament de Barcelona, 2014.
- Mohedano, Fabian; Peralta, Xavier. (editors i coordinadors). Anuari 2014.  Barcelona: Col·lecció Reforma Horària núm. 1, 2015.
- Mohedano, Fabian; Ojeda, Jordi; Peralta Xavier. Temps+Social.  Barcelona: Col·lecció Reforma Horària núm. 4, 2015.
- Mohedano, Fabian (editor i coordinador). Anuari 2015.  Barcelona: Col·lecció Reforma Horària núm. 5, 2016.
- Mohedano, Fabian; Soro, Elisa. El conte de l'iris. A 12 piulades de la reforma horària, 2016.
- Mohedano, Fabian. 100 motius per a la reforma horària. Posem-nos a l'hora!.  Valls: Cossetània, 2016.

Publicacions sobre educació, joventut i associacionisme:
- Mohedano, Fabian (coordinador). Educar en la llibertat des de l'escoltisme.  Barcelona: Fundació Ferrer i Guàrdia, 2004.
- Mohedano, Fabian (coordinador). Programa educatiu acció escolta 2010.  Barcelona: Fundació Ferrer i Guàrdia, 2005.
- Mohedano, Fabian «La culminación de un viaje: los campamentos asociativos.». En Jóvenes y campamentos de verano. Revista de estudios de juventud. INJUVE [Madrid], núm. 72, 2006.
- Autors diversos. La revolució sense passamuntanyes.  Barcelona: Fundació Ferrer i Guàrdia, 2006.
- Mohedano, Fabian; Pont, Joan-Francesc. Joves escoltes i francmaçons adults.  Premià: Editorial El Clavell, 2007.
- Mohedano, Fabian (coordinador). Monogràfic: Ciutat, educació i joventut (edició en castellà, anglès i francès).  Barcelona: Associació Internacional de Ciutats Educadores, 2010.
- Mohedano, Fabian; Villanueva, Joffre; Peralta, Xavier. Manual de Campanya,orgull laic una eina per la transformació de les associacions, 2011.
- Mohedano, Fabian. Campaments per aprendre. Fem campaments! IV Jornades Maria Montessori i els Drets de l'Infant.  Fundació Marta Mata, 2013.

Publicacions sobre plans de formació:
- Mohedano, Fabian; Peralta, Xavier. Com dissenyar un pla de formació, 2011.
- Mohedano, Fabian; Peralta, Xavier. Detecció de les necessitats formatives de l'associacionisme cultural català. Propostes per a l'elaboració d'un Pla de formació del sector.  Departament de Cultura. Generalitat de Catalunya, 2014.
- Mohedano, Fabian (editor i coordinador). Anuari 2016. Barcelona: Col·lecció Reforma Horària núm. 5, 2017.